# Psiquis y Cupido
Psiquis y Cupido es una pintura al óleo de 1823 de Victoria Martín de Campo.

## Descripción
La obra, de estilo neoclásico, es una pintura al óleo sobre lienzo de 116 x 147 cm.
En primer plano, a la izquierda se ve tendido durmiendo apaciblemente el cuerpo alado y desnudo de Cupido y a la derecha, también desnuda y alada, Psique se inclina hacia el cuerpo de Cupido.
La escena representada muestra el momento culmen de la historia narrada en La metamorfosis de Apuleyo sobre Cupido y Psique. Sobre un fondo oscuro con columna estriada, centrada en la composición, Psique está a punto de descubrir el aspecto de su marido, algo que le era prohibido por el oráculo. Porta la lámpara y el puñal, para clavarlo en la horrible figura que cree que la luz le descubrirá.
En la parte inferior izquierda del cuadro, junto a Cupido, se ve el arco y el carcaj. En ese mismo ángulo, la obra está manuscrita con firma rubricada.

## Historia
La obra fue realizada en la provincia de Cádiz en 1823. Martín de Campo legó a la Academia de Bellas Artes de Cádiz esta obra junto a tres más de sus cuadros: Autorretrato, El nacimiento de Jesucristo y La casta Susana. Forma parte de la colección del Museo de Cádiz.